# David Llorente Vaquero
David Llorente Vaquero (Palazuelos de Eresma, 16 de diciembre de 1996) es un deportista español que compite en piragüismo en la modalidad de eslalon.
Ganó dos medallas Campeonato Mundial de Piragüismo en Eslalon de 2019 y dos medallas de bronce en el Campeonato Europeo de Piragüismo en Eslalon, en los años 2024 y 2025. En los Juegos Europeos de Cracovia 2023 consiguió una medalla de oro en la prueba de K1 por equipo.
Participó en los Juegos Olímpicos de Tokio 2020, ocupando el décimo lugar en la prueba de K1.

## Palmarés internacional
| Campeonato Mundial | Campeonato Mundial         | Campeonato Mundial | Campeonato Mundial |
| Año                | Lugar                      | Medalla            | Competición        |
| ------------------ | -------------------------- | ------------------ | ------------------ |
| 2019               | Seo de Urgel (España)      | Medalla de oro     | K1 por equipos     |
| 2019               | Seo de Urgel (España)      | Medalla de plata   | K1 individual      |
| Juegos Europeos    |                            |                    |                    |
| Año                | Lugar                      | Medalla            | Competición        |
| 2023               | Cracovia (Polonia)         | Medalla de oro     | K1 por equipos     |
| Campeonato Europeo |                            |                    |                    |
| Año                | Lugar                      | Medalla            | Competición        |
| 2024               | Tacen (Eslovenia)          | Medalla de bronce  | K1 cross           |
| 2025               | Vaires-sur-Marne (Francia) | Medalla de bronce  | K1 por equipos     |